# Tocco da Casauria
Tocco da Casauria est une commune de la province de Pescara, dans la région Abruzzes, en Italie.

## Économie
L'essentiel de l'économie de la ville repose sur l'agriculture et la production d'huile d'olive. En 2007, la ville s'équipe de deux turbines éoliennes afin de produire son électricité, portées à quatre en 2009. Elle devient productrice nette d'électricité avec un excédent de 30 % et alimente ainsi le réseau national permettant un bénéfice de 170 000 euros par an pour la municipalité.

## Administration
| Période                                  | Période  | Identité         | Étiquette       | Qualité |
| ---------------------------------------- | -------- | ---------------- | --------------- | ------- |
| 28 mai 2002                              | En cours | Gianfranco Pinti | Centro-Sinistra |         |
| Les données manquantes sont à compléter. |          |                  |                 |         |

### Hameaux
Marano, Pareti, Rovètone.

### Communes limitrophes
Bolognano, Bussi sul Tirino, Castiglione a Casauria, Corfinio (AQ), Popoli, Salle.

## Personnalités de la commune
- Francesco Paolo Michetti (1851-1929), peintre et photographe, né à Tocco da Casauria.